# Martin Stroker
Martin Stroker (Amsterdam, 11 augustus 1946) is een Nederlands voormalig honkballer.
Stroker, een rechtshandige slagman, maakte van 1966 tot 1968 als tweede honkman deel uit van het Nederlands honkbalteam. Hij deed met dit team mee aan diverse interlands en toernooien in binnen- en buitenland waaronder tweemaal aan de Haarlemse Honkbalweek in 1966 en 1968. In totaal speelde hij 14 interlands. Hij kwam uit in de hoofdklasse voor OVVO uit Amsterdam waar hij later ook korte stop was.